# Castillo Suárez
Castillo Suárez García (Alsasua, Navarra, 11 de junio de 1976) es una escritora en euskera navarra.

## Trayectoria
Licenciada en Filología Vasca, trabaja en la Mancomunidad de Sakana (Navarra) como técnica responsable del Servicio de Euskera.
Ganó en dos ocasiones el concurso de poesía del Ayuntamiento de Pamplona. Posteriormente recibió el premio Ernestina de Champourcín, instituido por la Diputación de Álava, en dos ocasiones.
En 2022 fue elegida como nueva académica de Euskaltzaindia, la Academia de la Lengua Vasca, para cubrir la vacante de Patxi Zabaleta.

## Obra

### Poesía
- Amodio galduak (Amores perdidos), (Ayuntamiento de Pamplona, 1999).
- Bitaminak (Vitaminas), (Ayuntamiento de Pamplona, 2000).
- Iragarki merkeak (Anuncios económicos), (Diputación Foral de Álava, 2000).
- Mugarri estaliak (Límites cubiertos), (Susa, 2000). Compilación con tres partes: una sobre los viajes, la segunda sobre el amor y la tercera sobre la escritura.
- Madarikazioa (Maldición), (Diputación Foral de Álava, 2003).
- Spam poemak (Poemas Spam), (Elkar, 2004).
- Bala hutsak (Balas vacías), (Elkar, 2006).
- Souvenir, (Elkar, 2008).

### Literatura infantil
- Ebelina Mandarina, (Erein, 2010).[2]
- Nobio bat nire amarentzat (Elkar, 2011).
- Muxurik nahi? (Mezulari, 2011).

- Nemo kapitainaren azken bidaia, il. Aitziber Alonso, (Erein, 2017).[3]

## Premios y reconocimientos
- XXVIII Premio Lizardi del Ayuntamiento de Zarauz por Ebelina Mandarina (Erein, 2010).[4]